# Eleccions parlamentàries finlandeses de 1917
Les eleccions parlamentàries finlandeses del 1917 es van celebrar del 1r al 2 d'octubre. Després de l'abdicació del tsar rus Nicolai II, el govern provisional rus va dissoldre el parlament i va convocar eleccions. La burgesia finlandesa no va acceptar el traspàs del poder suprem al parlament, que tenia majoria socialista després de les eleccions de 1916.
El partit més votat fou el socialdemòcrata, però es va formar un govern d'agricultors, finlandesos i suecs dirigit per Pehr Evind Svinhufvud com a primer ministre que va dirigir el moviment cap a la independència de Finlàndia.

## Resultats
|                     |                                |           |        |          |     |  |
| Partit              | Partit                         | Vots      | %      | Escons   | +/– |  |
|                     | Partit Socialdemòcrata         | 444,670   | 44.79  | 92 / 200 | 11  |  |
|                     | Partit Finlandès-Partit Jove   | 299,516   | 30.17  | 61 / 200 | 5   |  |
|                     | Lliga Agrària                  | 122,900   | 12.38  | 26 / 200 | 7   |  |
|                     | Partit Popular Suec            | 108,190   | 10.90  | 21 / 200 | =   |  |
|                     | Unió de Treballadors Cristians | 15,489    | 1.56   | 0 / 200  | 1   |  |
|                     | Altres                         | 1,997     | 0.20   | 0 / 200  | =   |  |
| Total               | Total                          | 992,762   | 100    | 200      | =   |  |
|                     |                                |           |        |          |     |  |
| Vots vàlids         | Vots vàlids                    | 992,762   | 99.51  |          |     |  |
| Invàlids / en blanc | Invàlids / en blanc            | 4,903     | 0.49   |          |     |  |
| Vots totals         | Vots totals                    | 997,665   | 100.00 |          |     |  |
| Votants Registrats  | Votants Registrats             | 1,441,075 | 69.23  |          |     |  |
| Font: Mackie & Rose |                                |           |        |          |     |  |